# Kitty van Male
Kitty van Male (Amstelveen, 5 de junio de 1988) es una exjugadora neerlandesa de hockey sobre césped.

## Trayectoria
van Male tuvo su debut olímpico en Londres 2012. En el torneo derrotó en la final a Argentina y obtuvo la medalla de oro. En los juegos olímpicos de Río 2016 volvió a llegar a la final del certamen, pero cayó ante Reino Unido y consiguió la medalla de plata.